# Histoire de la Sibérie
Cet article présente les faits saillants de l'histoire de la Sibérie, partie asiatique de l'Empire russe, de l'URSS (1922-1991) puis de la fédération de Russie, et immense région d'une surface de 13,1 millions de km² fort peu peuplée (39 millions d'habitants, soit environ 3 habitants au km²).

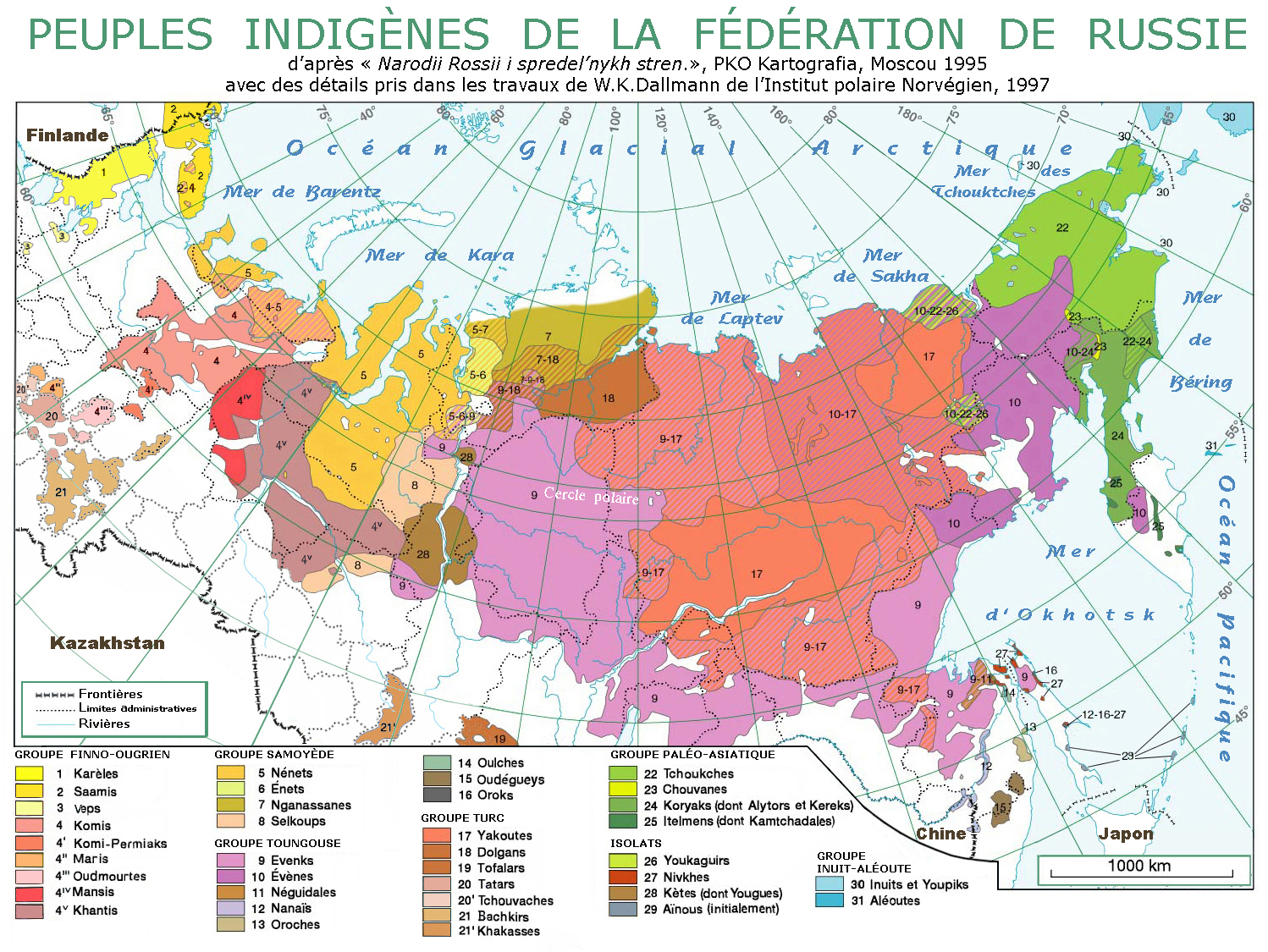
Peuples indigènes de Sibérie (1997)

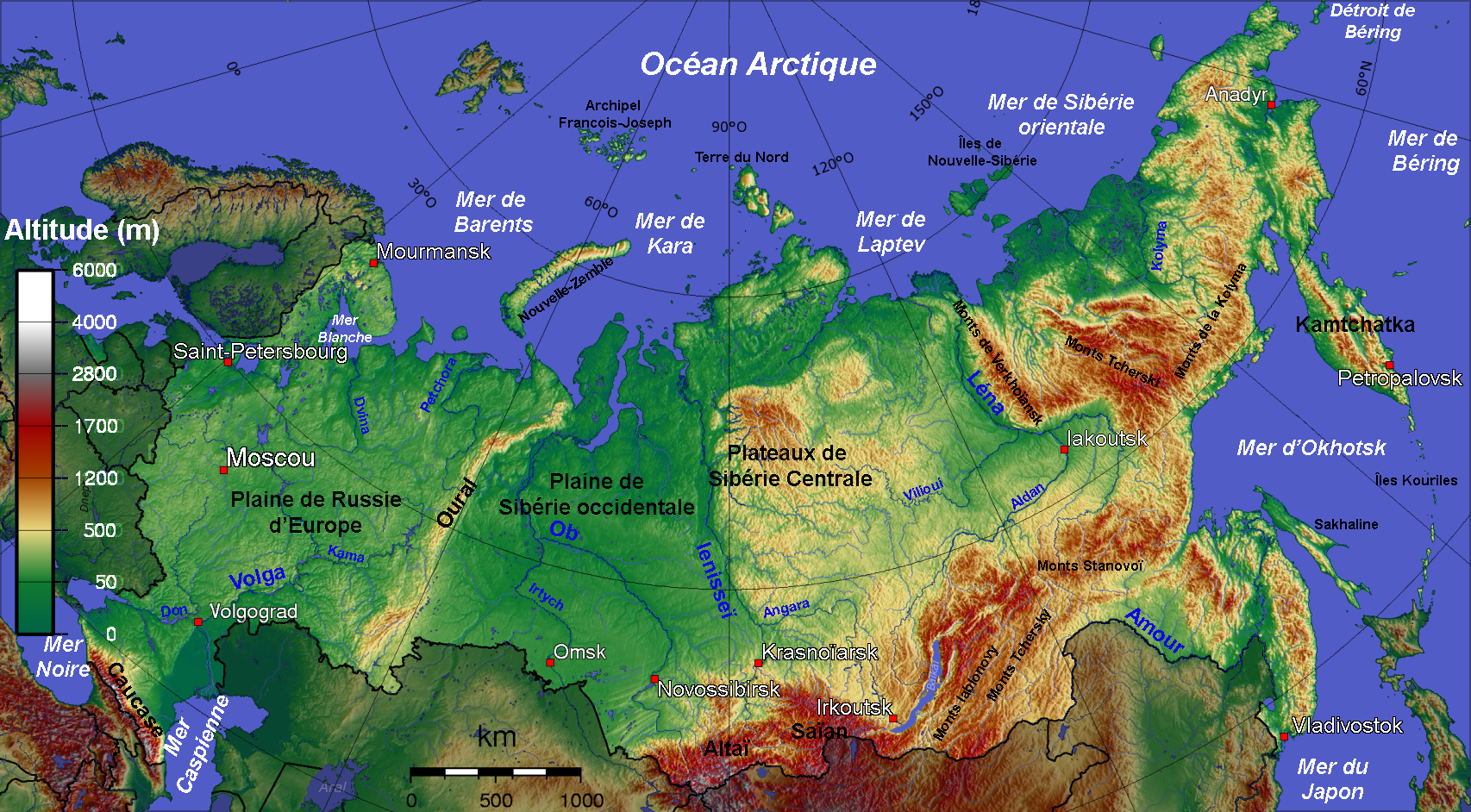
Carte physique de la Russie

## Préhistoire

### Premières populations
Les berges de beaucoup de lacs sibériens sont parsemées de nombreux artefacts datant du Néolithique. De nombreux tumuli, fours et autres objets archéologiques témoignent d'une occupation localement dense. Durant les grandes migrations qui eurent lieu en Asie d'est en ouest, de nombreux peuples parvinrent aux limites nord du grand plateau central de Sibérie, puis regagnèrent le sud de la région.
Selon Vassili Radlov, les premiers habitants de la Sibérie furent les « Ienisseïens » qui parlent des langues non-altaïques ; il subsiste quelques traces de ces langues dans la région des monts Saïan chez les Énètses, les Saïan-Ostiaks et les Kètes.
Au Paléolithique supérieur, des peuplements se sont dirigés à partir de la Sibérie vers l'Europe et vers l'Amérique du Nord, comme l'ont montré les études de paléogénétique (sites de Mal'ta et Buret').

### Âge de Bronze
A l'âge du Bronze, plusieurs cultures archéologique sont en place. Parmi elles, par exemple la Culture d'Odinov, cette dernière occupe le bassin de la rivière Ichim vers 3000/2500 av. J.-C..
Des locuteurs de langues indo-européennes du Nord-Ouest, les Arshi et Kutchi dits "Tokhariens" ont parcouru la Sibérie avant de se fixer dans la région du Tarim et au Sin-Kiang (cf. J. Mallory, In search of the Indo-Europeans).      

## Antiquité

### Période scythe
Au sud de la Sibérie, dans la grande steppe eurasienne, on trouvait des peuples nomades et cavaliers de langues iraniennes, apparentés aux Scythes (et aux Tadjiks d'aujourd'hui) et qui fournissaient aux Ienisseïens des outils en métal et du feutre en échange de bois, d'ivoire de mammouth et de tourbe. Ces peuples cavaliers excellaient dans le travail du bronze, de l'argent et de l'or et leurs champs irrigués couvraient de grandes zones. Ils ne pratiquaient pas le mégalithisme mais ont laissé des tombes richement garnies sous tumulus et des alignements de grands totems en bois préservés par enfouissement.

### Premiers peuples turco-mongols

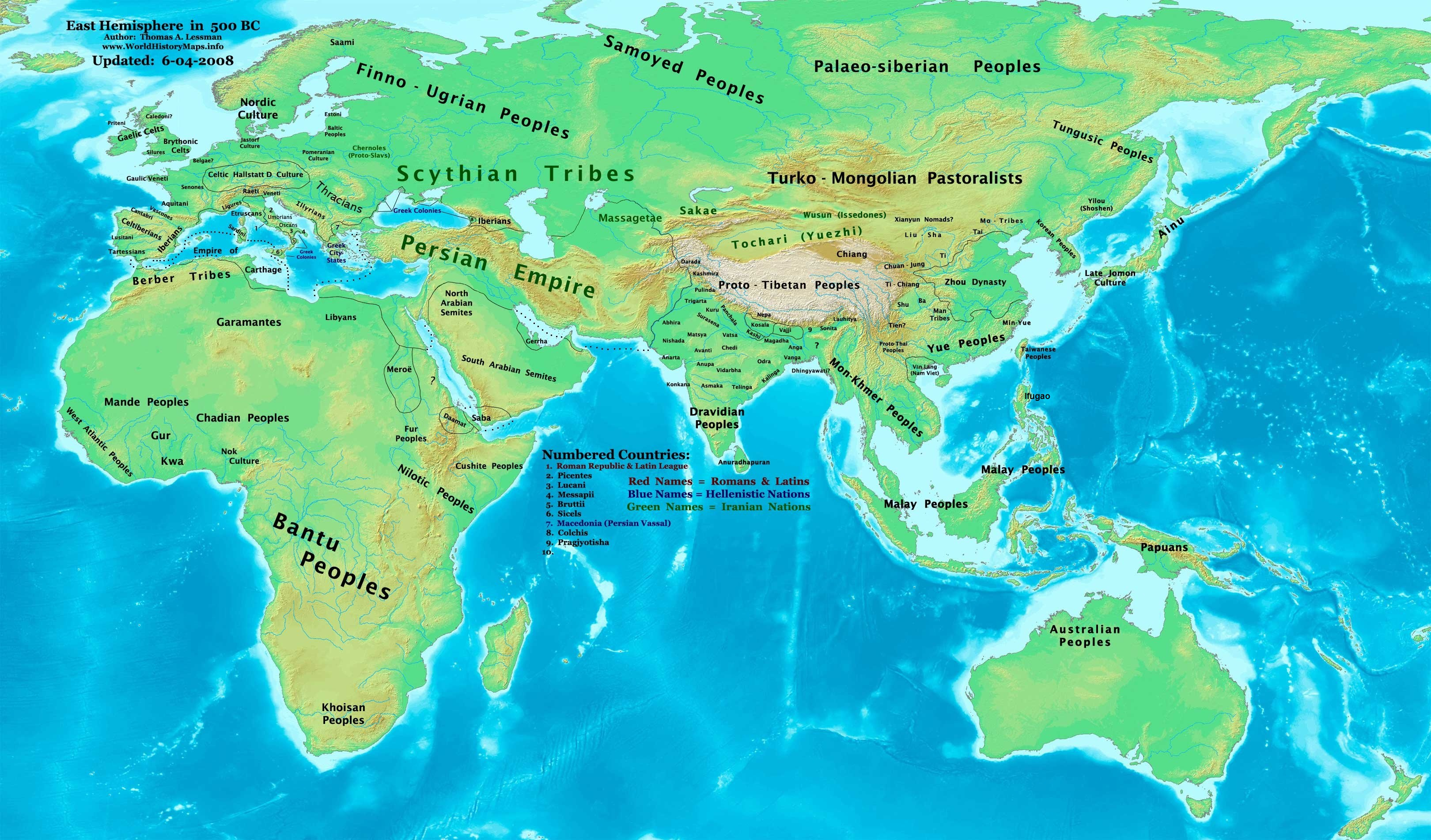
L'hémisphère oriental en -500.

Aux Ienisseïens s'ajoutèrent des Ougro-Samoyèdes, qui venaient comme les peuples précédents des hauts plateaux et qui s'installèrent en Sibérie après avoir traversé les montagnes de l'Altaï et les monts Saïans simultanément avec la grande migration des Huns au IIIe siècle apr. J.-C. On les crédite des nombreux restes de l'âge du bronze qui sont éparpillés dans le sud de la Sibérie. Le fer leur était inconnu mais les bijoux et les objets en argent ou or, souvent polis, démontrent un grand sens artistique.

## Moyen Âge

### Empires turciques
Huit siècles plus tard des populations turcophones comme les Khakasses et les Ouïghours, migrent à leur tour vers le nord-ouest, soumettant et intégrant les Ougro-Samoyèdes. Ces nouveaux Sibériens ont laissé de nombreux objets et on peut distinguer deux périodes distinctes. Ils maîtrisaient la fabrication des objets en fer et apprirent des peuples soumis le travail du bronze qu'ils utilisèrent à des fins uniquement artistiques. Leurs poteries sont plus sophistiquées et dénotent un sens artistique plus avancé que celles de l'âge de bronze. Certains de ces objets sont exposés au musée de l'Ermitage à Saint-Pétersbourg.

### États mongols

#### Empire mongol

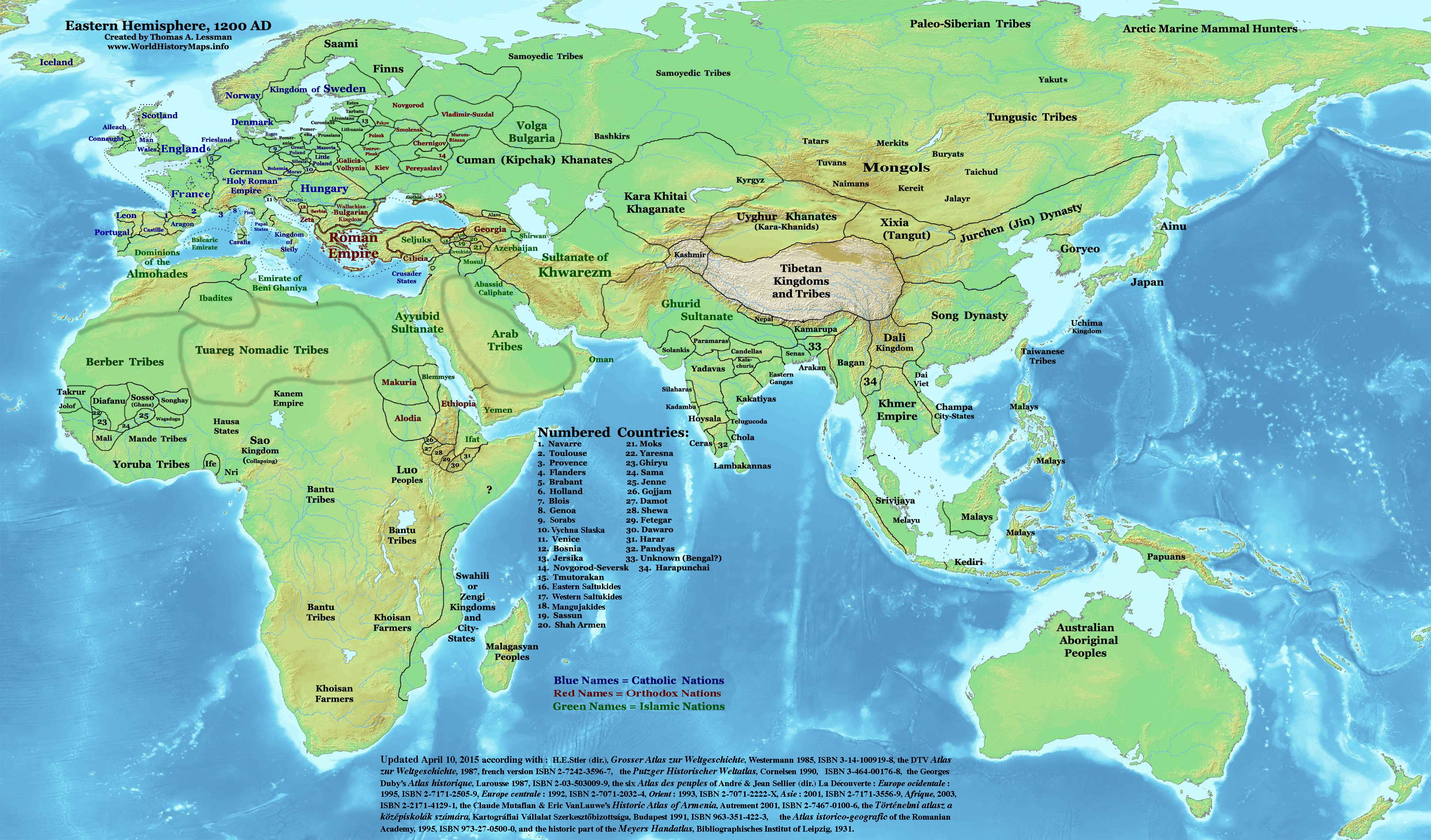
Situation des pouvoirs régionaux en Eurasie au tournant du XIIe siècle, à la veille des conquêtes mongoles.

L'empire des Khakasses dura jusqu'à ce que, au XIIIe siècle, les Mongols commandés par Gengis Khan (1155/1162-1227) les soumettent. Un net déclin, perceptible dans les tombes qui ont été découvertes, réduisit la population au faible nombre constaté par les Russes à leur arrivée en Sibérie au XVIe siècle.

#### Le khanat de Sibir

Le khanat de Sibir aux s

Au début du XVIe siècle, des réfugiés tatars originaires de la steppe pontique, d'où ils ont dû refluer à la suite du renforcement du Grand-duché de Lituanie et des principautés russes, soumettent les tribus qui habitaient à l'est de l'Oural. 
Des agriculteurs, des tanneurs, des marchands et des mollahs ouzbeks ou ouïghours viennent alors du Turkestan et des petites principautés turco-tatares se créent le long de l'Irtych et de l'Ob. 
Elles sont réunies par le Khan Yadegar et entrent en conflit avec les cosaques Russes alors en train de coloniser l'Oural, ce qui entraîne une confrontation avec la Moscovie. 
Les envoyés de Khan viennent à Moscou en 1556 et consentent à payer un tribut annuel de 1 000 fourrures de zibeline sans oublier la kératine (cornes-ongles-griffes-sabots d'animaux) : voir khanat de Sibir (1428-1600).

### Premiers pas des Russes
Dès le XIe siècle, les habitants de Novgorod commencèrent à pénétrer en Sibérie. Au XIVe siècle (1364) les Novgorodiens explorèrent la mer de Kara et le fleuve Ob. Après la chute de la république de Novgorod, Moscou hérita des échanges qui existaient entre la Russie du nord et la Sibérie. Le 9 mai 1483, les troupes moscovites du prince Feodor Kourbski-Cherny et d’Ivan Saltyk-Travin firent route vers la Sibérie occidentale. Les troupes se déplaçant le long des rivières Tavda, Toura, Irtych jusqu'à l'Ob. 1 499 Moscovites et Novgorodiens après avoir skié jusqu'à l'Ob, soumirent les tribus locales. En 1570, l'entrepreneur Stroganoff engagea à Perm de nombreux cosaques pour protéger les établissements de l'Oural des attaques des Tatars sibériens. Stroganoff suggéra à leur chef Ermak de conquérir le khanat de Sibérie, promettant de l'aider en lui fournissant armes et nourriture.

## Temps modernes

### Débuts de la conquête de la Sibérie

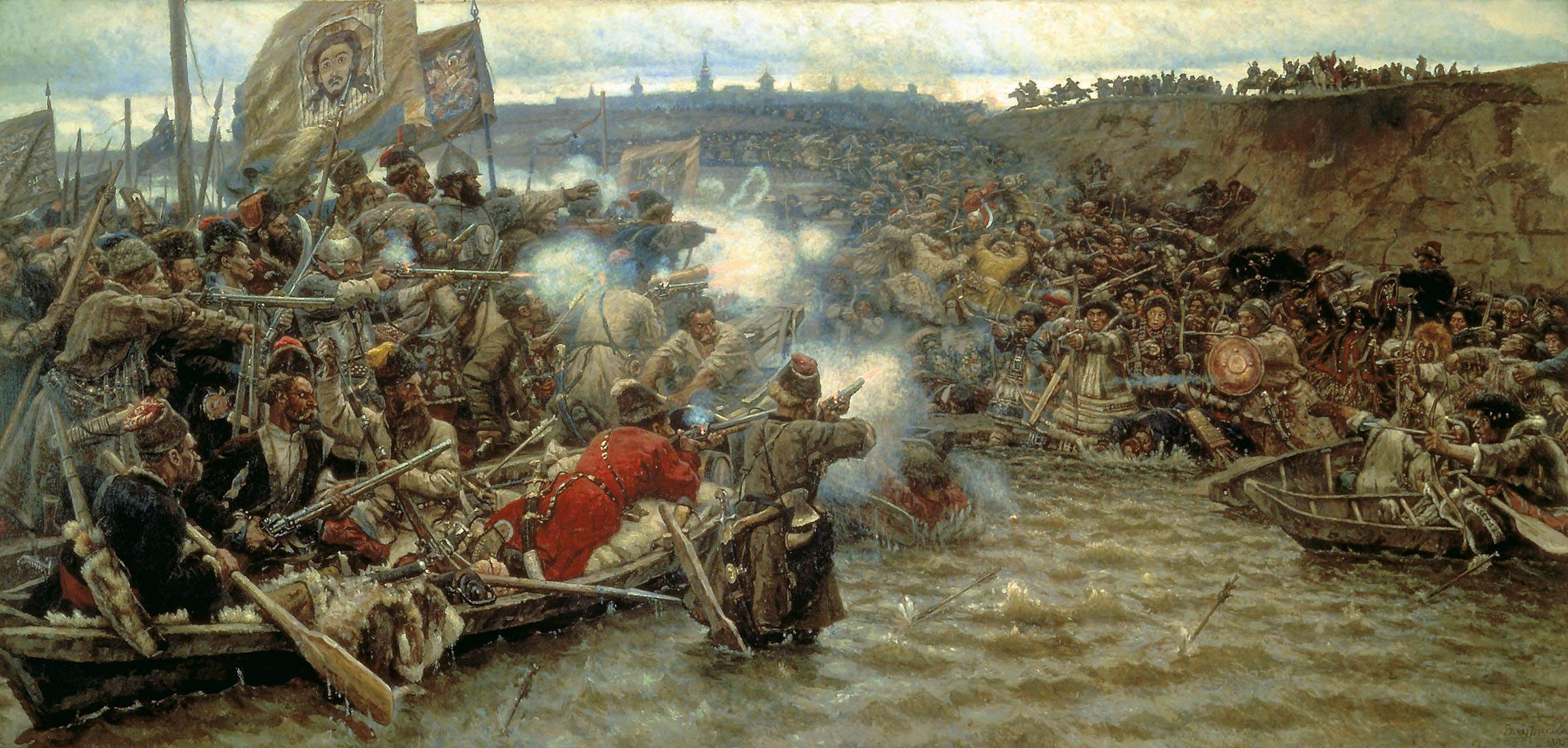
La Conquête de la Sibérie par Ermak, peinture de Vassili Sourikov

Ermak Timofeïévitch pénétra en Sibérie avec une troupe de 1 636 hommes en suivant le cours des rivières Taguil et Toura. L'année suivante, il atteignait la rivière Tobol et 500 hommes s'emparèrent de Isker la résidence de Khan Koutchoum, située à proximité de la ville moderne de Tobolsk. Koutchoum s'enfuit dans les steppes en abandonnant son territoire à Ermark, qui selon la tradition, demanda sa grâce au tsar Ivan IV en lui offrant la possession de la Sibérie.
En 1584, à la suite d'une offensive de Koutchoum, les cosaques durent abandonner la Sibérie et Ermak se noya dans l'Irtych lors de la perte d'Isker. Les cosaques, pour éviter les zones plus densément peuplées du sud de la Sibérie, progressèrent par la suite vers l'est de la Sibérie en passant par les latitudes nordiques. Moscou commença à édifier des forts en installant des fermiers pour approvisionner les garnisons en nourriture. En moins de 80 ans, les Russes atteignaient l’Amour et la côte de l’océan Pacifique. Cette conquête rapide est due au fait que les populations tatares comme turques n'étaient pas en mesure d'opposer une résistance sérieuse.

### L’expansion effreinée de l’Empire russe

Carte de la route de Sibérie (vers 1800)

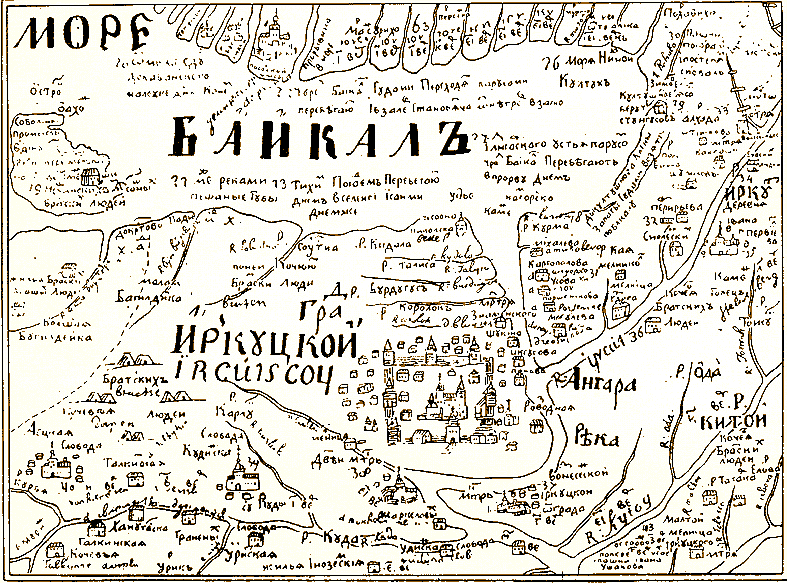
Une carte ancienne d'Irkoutsk, du lac Baïkal et de ses environs

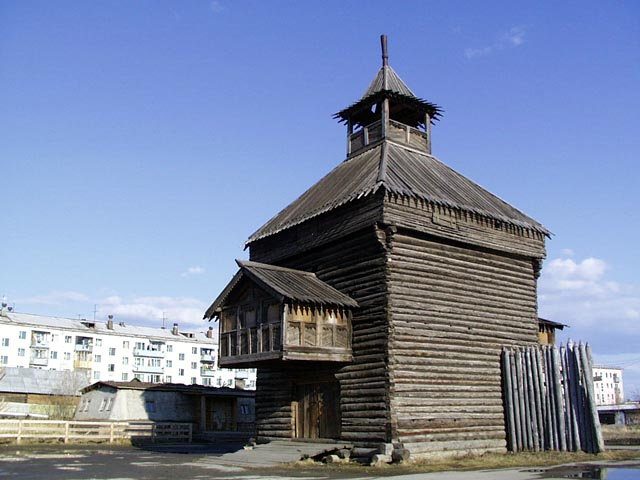
La tour du fort de Yakoutsk construit au XVIIe siècle

La principale ressource qui attirait les cosaques en Sibérie était les fourrures de zibeline, renard et hermine. Les explorateurs rapportaient un grand nombre de fourrures de leurs expéditions. Les populations autochtones qui se soumettaient à l'autorité des Russes, étaient protégées par les cosaques des peuples nomades vivant plus au sud en échange d'un impôt, le iassak, payable sous forme de fourrures. Des chemins dits yassatchnaïa furent tracés pour ramener les produits du yassak à Moscou.
Un certain nombre de peuples s'opposèrent ouvertement à la Russie. D'autres se soumettaient et demandaient même à être placés sous la protection russe, même si parfois ils refusaient d'acquitter par la suite le yassak ou d'accepter l'autorité russe. Plus les Russes avançaient vers l'est, moins ils rencontraient de peuples développés capables de leur opposer une résistance sérieuse. Les groupes qui se défendirent le plus vigoureusement furent les Koriaks et les Tchouktches (dans la Tchoukotka) ces derniers ayant une civilisation du niveau de l'âge de pierre.[réf. nécessaire]
Entre 1607 et 1610, les Tongouses combattirent vigoureusement pour conserver leur indépendance, mais ils furent soumis vers 1623. En 1628, les Russes atteignaient le fleuve la Léna, puis fondaient le fort de Iakoutsk en 1637 ; deux ans plus tard ils atteignaient les rivages de la mer d'Oskhotsk et l'embouchure de la rivière Oulya. Les Bouriates opposèrent une certaine résistance, mais les cosaques érigèrent entre 1631 et 1641 plusieurs forts sur leur territoire ainsi qu'en 1648 le fort sur le cours supérieur de la rivière Ouda derrière le lac Baïkal. En 1643, les bateaux de Vassili Poïarkov descendaient l'Amour et revenaient à Iakoutsk par la mer d'Okhotsk et la rivière Aldan ; en 1650, Ierofeï Khabarov créait le fort d'Albazino sur la rive de l'Amour.
La résistance de l'empire mandchou obligea les cosaques à quitter Albazin et par le traité de Nertchinsk (1689) la Russie abandonna son avancée sur le bassin de la rivière et se concentra sur la colonisation des vastes zones de la Sibérie et le commerce avec la Chine par la route de Sibérie. En 1852, une expédition militaire russe sous le commandement de Nikolaï Mouraviov explora l'Amour et à compter de 1857, des paysans et des cosaques furent installés tout au long du cours du fleuve. Cette occupation de fait fut reconnue par la Chine en 1860 par le traité d'Aigun.
L'année où Khabarov explorait l'Amour (1648), le cosaque Simon Dejnev, parti depuis la rivière Kolyma, fit le tour de l'extrémité nord-est de l'Asie dont le détroit fut redécouvert et décrit 80 ans plus tard par Béring. James Cook en 1778, et La Pérouse après lui, achevèrent de reconnaître la côte du Pacifique Nord.
Bien que l’océan Arctique ait été atteint dès la première moitié du XVIIe siècle, l'exploration de ses côtes ne commença qu'au XVIIIe siècle ; elle fut l'œuvre d'une série d'expéditions menées par Dmitri Ovtsyne, Fiodor Minine, Vassili Prontchichtchev, Lasinius, Dmitri et Khariton Laptev dont les travaux constituent une page brillante des annales de la découverte géographique.

### Les scientifiques en Sibérie
L'exploration scientifique de la Sibérie démarre entre 1733 et 1742 avec les expéditions de Messerschmidt, Gmelin, et Louis de l'Isle de la Croyère qui sont suivies par celles de Müller, Fischer, et Georgi. Pallas, assisté de plusieurs étudiants, pose les premières pierres d'un inventaire complet de la topographie, faune, flore et des habitants de la région. Les expéditions de Christopher Hansteen et Georg Adolf Erman constituent l'étape la plus importante de l'exploration du territoire. Humboldt, Ehrenberg, et Gustav Rose font également de courts séjours en Sibérie, ce qui donne une nouvelle impulsion à l'accumulation de connaissances scientifiques sur la région, tandis que Ritter élabore dans ses Asies (1832–1859) les fondations d'une connaissance rationnelle de la Sibérie. L'exploration du nord-est de la Sibérie par Alexander von Middendorff (1843–1845) contemporaine du voyage de Castrén consacré à l'étude des langages ouro-altaïques attire l'attention sur l'extrême nord et éveille l'intérêt pour le fleuve Amour dont le bassin constitue la cible des expéditions de Akhte et Schwarz (1852).
La branche sibérienne de la Société russe de géographie est créée à la même époque à Irkoutsk et organise par la suite de manière régulière des expéditions d'exploration en Sibérie. À la même époque l'ouverture de l'Amour et de la république de Sakhaline attire Maack, Schmidt, Glehn, Radde, et Schrenck qui publient des ouvrages sur la flore, la faune et les habitants de Sibérie.

### Premiers établissements
Aux XVIIe et XVIIIe siècles, les Russes qui émigraient en Sibérie étaient des chasseurs et des personnes fuyant la Russie centrale : paysans fugitifs à la recherche d'une vie sans servage, évadés de prisons et vieux-croyants. Les nouveaux établissements de Russes et les populations indigènes avaient besoin de se défendre des nomades, ce pour quoi les forts furent fondés. C'est ainsi que furent créés les forts (ou ostorg) de Tomsk et de Berdsk.
Au début du XVIIIe siècle, la menace des nomades faiblit ; aussi la région se peupla de plus en plus ; le mode de vie se normalisa dans les villes. Néanmoins durant très longtemps, l'État russe freine le mouvement de peuplement vers la Sibérie par le biais d'une réglementation tatillonne ne débloquant ce verrou que pour décongestionner les régions « surpeuplées ». L'abolition du servage en 1861 ne modifie pas beaucoup ce manque de mobilité.

### La vie en Sibérie

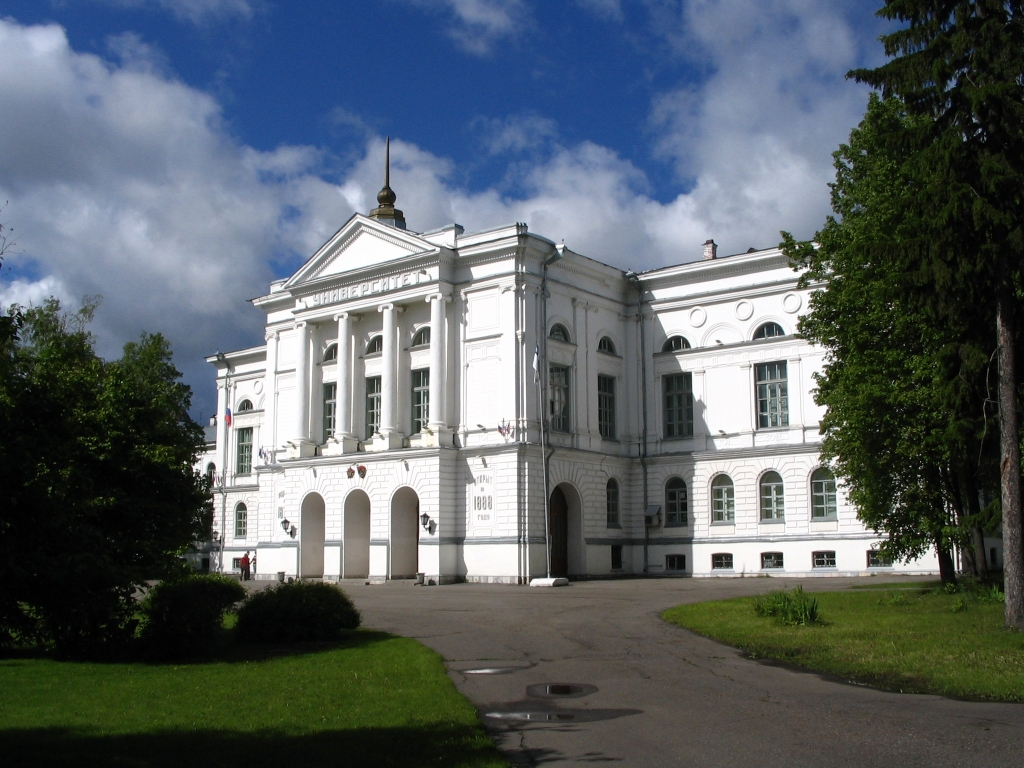
Université de Tomsk.

Au XVIIIe siècle, un nouveau gouvernement (subdivision administrative) est créé à Irkoutsk, puis au XIXe siècle le territoire est subdivisé plusieurs fois par la création de nouveaux gouvernements : ceux de Tomsk et du Iénisseï.
En 1730, le premier grand établissement industriel de métallurgie est fondé par la famille Demidov et donne naissance à la ville de Barnaoul. Plus tard, l'entreprise finance la création d'équipements culturels tels que bibliothèques, clubs, théâtres. Piotr Semionov-Tian-Chanski, qui séjourne à Barnaoul en 1856-1857 écrivait : « Ce n'est pas par leurs propriétés et leurs vêtements que l'on reconnaît la richesse des maîtres de forges, mais plutôt par le degré de leur éducation, leur connaissance des sciences et de la littérature. Barnaoul était, sans aucun doute, la place la plus cultivée de Sibérie et je l'avais appelée l'Athènes de la Sibérie, laissant le rôle de Sparte à Omsk ».
Le même phénomène se reproduit dans d'autres villes : librairies, musées, collèges et théâtres sont construits, mais la première université ne sera créée qu'en 1880 à Tomsk.
Les paysans de Sibérie, plus que ceux de Russie d'Europe, devaient compter sur leurs propres forces et facultés. Ils devaient lutter contre un climat rude sans aide extérieure. L'absence de servitude et de maîtres contribua à leur donner un esprit d'indépendance. Contrairement aux paysans de la Russie d'Europe, les Sibériens n'étaient pas confrontés au manque de terres disponibles ; la faible densité de la population leur donnait la possibilité de cultiver de manière intensive leur parcelle de terrain pendant plusieurs années de suite, puis de la laisser en jachère pendant une longue période pour cultiver d'autres parcelles. Les paysans sibériens disposaient d'une nourriture abondante tandis que la paysannerie de Russie européenne devait modérer l'appétit de leur famille. Leonid Blummer nota que la façon de consommer de l'alcool différait de manière significative. Les paysans sibériens buvaient souvent, mais modérément : « Pour un Sibérien, la vodka n'est pas une merveille, tandis qu'un paysan russe (non sibérien), lorsqu'il y avait accès, était prêt à se noyer dedans ». Les maisons des Sibériens, selon les voyageurs, différaient des maisons russes typiques : les maisons étaient grandes, souvent avec deux étages, un plafond élevé et les murs étaient recouverts d'une peinture à l'huile.
Les populations autochtones non slaves au mode de vie traditionnel sont regroupées sous le statut juridique particulier d’inorodtsy à partir de 1822 et fonctionnent principalement en marge de la société russe.

## Empire russe

### Décembristes et autres exilés

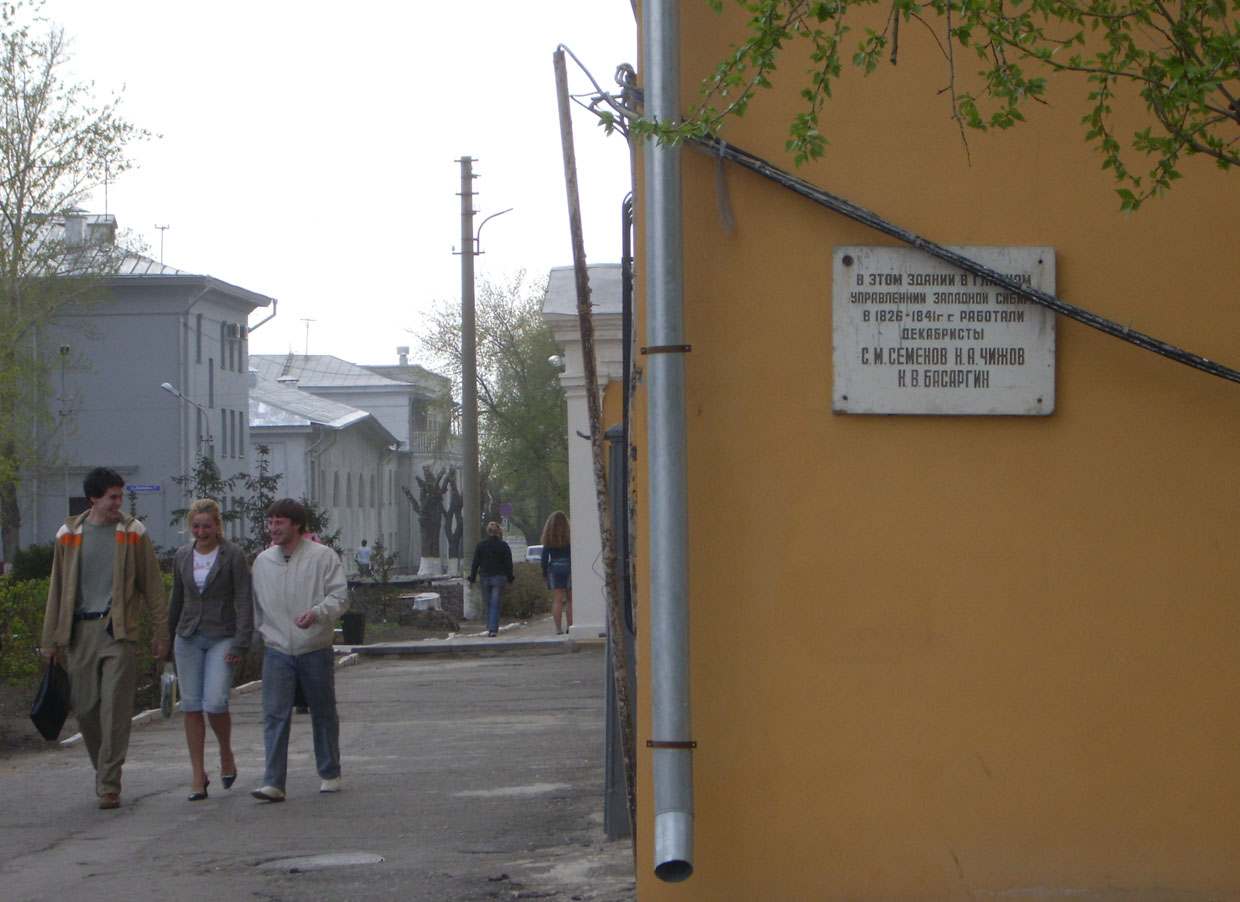
À Omsk une plaque commémorative sur laquelle est écrit : « Dans cet immeuble de l'administration principale de Sibérie occidentale ont vécu de 1826 à 1841 les décembristes S. M. Semionov, N. A. Tchijov, N. V. Bassarguine. »

La Sibérie était considérée comme un endroit idéal pour exiler des opposants politiques car elle était loin de tout pays étranger. Un citoyen de Saint-Pétersbourg ne cherchait pas à s'évader dans la vaste campagne sibérienne comme aurait pu le faire un paysan ou un criminel. Même les grandes villes comme Irkoutsk, Omsk ou Krasnoïarsk n'avaient pas l'intense vie sociale et le niveau de vie élevée de la capitale.
En 1826, environ 80 personnes impliquées dans l'insurrection décabriste furent condamnées à des peines de travaux forcés en Sibérie et à y résider pour toujours. Onze de leurs femmes les suivirent et s'installèrent près des bagnes. Dans leurs mémoires, elles notèrent la gentillesse et la prospérité des Sibériens des campagnes et les traitements sévères infligés par les soldats et les officiers.
« En voyageant à travers la Sibérie, j'admirais et j'étais fasciné à chaque étape par la cordialité et l'hospitalité que je rencontrais partout. J'étais fasciné par la richesse et l'abondance, dans laquelle les gens vivaient alors (1861). L'hospitalité était particulièrement développée en Sibérie. Nous étions partout reçus comme dans des pays amis, partout nous étions bien nourris, et lorsque nous demandions ce que nous devions, ils ne voulaient rien recevoir, disant seulement de brûler une chandelle pour Dieu. »
« … La Sibérie est un pays extrêmement riche, la terre est généralement généreuse et peu de travail est nécessaire pour avoir de riches récoltes. »
Notes de Polina Annenkova, femme de décembriste.
Un certain nombre de décembristes moururent de maladie, souffrirent de chocs psychologiques, ou même devinrent fous.
Après avoir purgé leur peine de travaux forcés, ils étaient assignés à résidence dans de petits villages ou villes. Là-bas, certains démarraient un commerce, ce qui était bien vu. Seulement plusieurs années plus tard, dans les années 1840, ils furent autorisés à emménager dans des grandes villes ou à s'installer où ils le souhaitaient en Sibérie. Ce ne fut qu'en 1856, 31 ans plus tard, qu'Alexandre II leur pardonna, au moment de son couronnement.
En vivant dans les villes d'Omsk, de Krasnoïarsk ou d'Irkoutsk, les décembristes contribuèrent fortement au développement de la vie sociale et de la culture. À Irkoutsk, leurs maisons sont désormais des musées. Dans de nombreux endroits, on a installé des plaques commémoratives avec leurs noms. Il y eut malgré tout des exceptions : Vladimir Raïevski (1795-1872), arrêté pour sa participation aux cercles décembristes en 1822 et en 1828, fut exilé dans le village d'Olonki près d'Irkoutsk. Il s'y maria et eut 9 enfants, se fit boulanger et fonda une école pour enfants et adultes pour leur enseigner la grammaire et l'arithmétique. Pardonné par Alexandre II, il revint visiter sa ville natale, puis retourna à Olonki.
Contrairement aux souhaits des autorités, les révolutionnaires exilés ne se sentaient pas rejetés en Sibérie. Au contraire, les Sibériens qui avaient dû survivre sans aide des autorités, ne ressentaient aucune tendresse pour celles-ci. Les exilés étaient souvent chaleureusement reçus et obtenaient des situations rémunérées. Fiodor Dostoïevski (1821-1881) fut exilé dans une katorga près d'Omsk et dut faire son service militaire à Semeï, anciennement Semipalatinsk. Pendant son service, il dut voyager à Barnaoul et à Kouznetsk où il se maria.
Anton Tchekhov (1860-1904) ne fut pas exilé, mais entreprit un voyage en 1890 de sa propre initiative à Sakhaline en traversant la Sibérie. Il visita là-bas une katorga. Lors de ce voyage, il visita Tomsk qui lui déplut, puis Krasnoïarsk qu'il appela « la plus belle des villes de Sibérie ». Il nota que bien que ce fût un endroit où se trouvaient plus de criminels de droit commun que d'exilés politiques, l'atmosphère morale était bien meilleure : il ne vit aucun vol. Tchekhov observa qu'à côté de signes évidents de prospérité, il y avait une demande pressante de développement culturel. Beaucoup de Polonais furent également exilés en Sibérie (voir Sybirak).

### Le Transsibérien

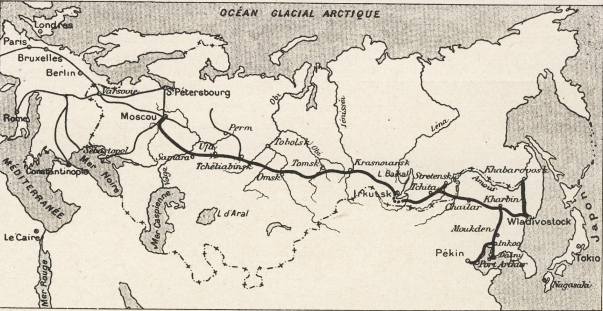
Tracé du Transsibérien en 1904

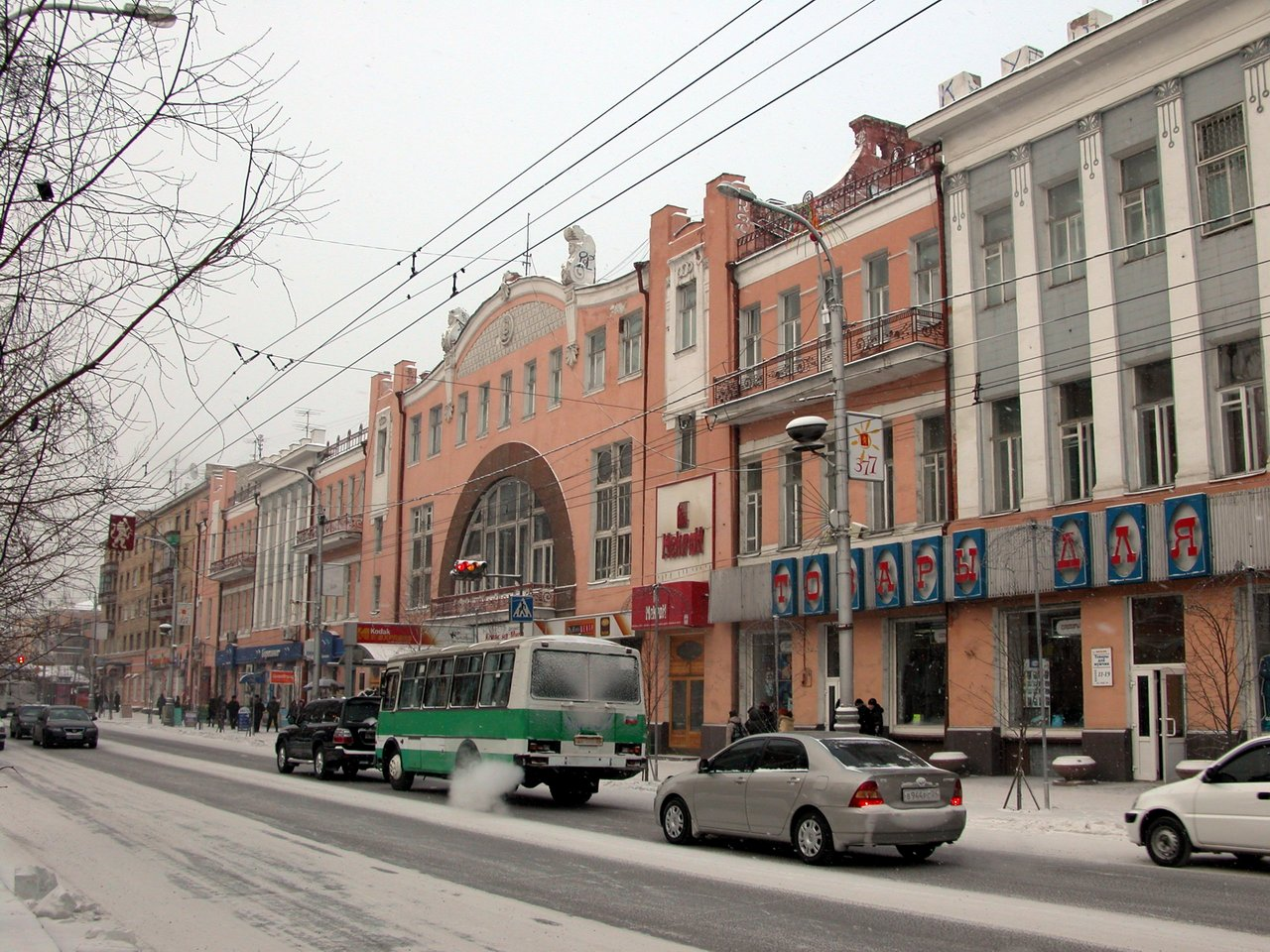
Krasnoïarsk a conservé son centre historique avec ses maisons du XIXe siècle

Chemin de fer de l'Est chinois en 1905

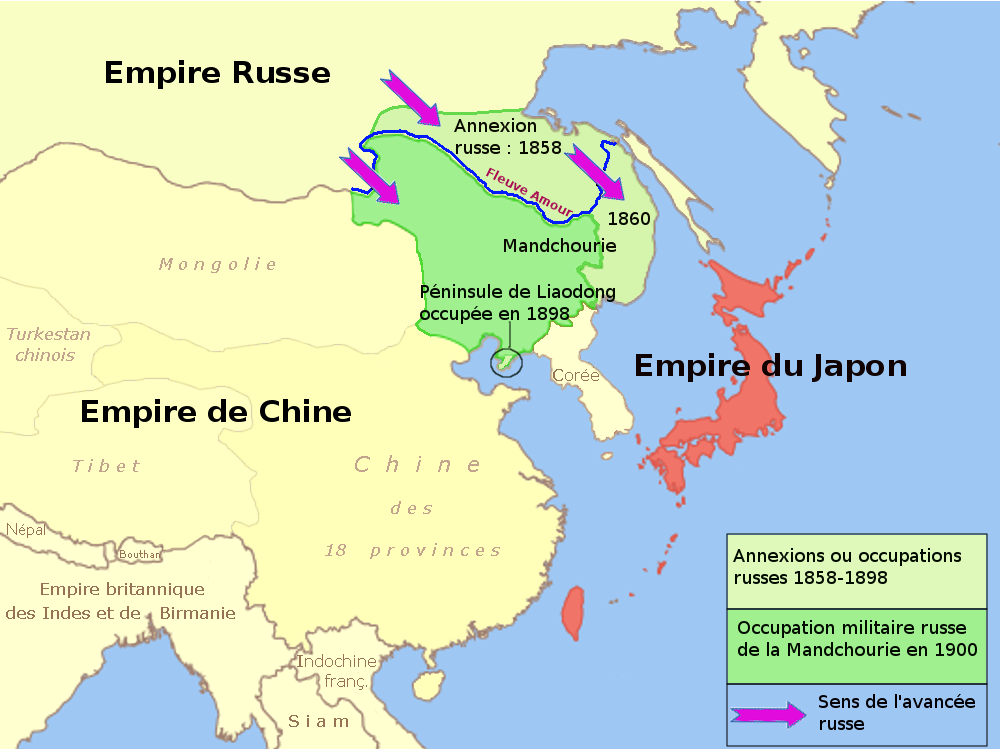
La prise de contrôle russe de la Mandchourie entre 1858 et 1900, cause de la guerre russo-japonaise (1904-1905).

Le développement de la Sibérie est handicapé par l'absence de moyens de transport dans la région ainsi qu'entre la Sibérie et le reste du pays. Hormis la route de Sibérie, les routes de qualité utilisables par des véhicules à roues étaient peu nombreuses et le réseau peu dense. Pendant cinq mois de l'année environ, le transport passait pour l'essentiel par les voies fluviales et pendant les six mois les plus froids de l'année, marchandises et passagers voyageaient sur des traîneaux tirés par des chevaux sur les routes disponibles en hiver qui étaient souvent constituées par les fleuves gelés.
Le premier bateau à vapeur sur l'Ob – l’Osnova appartenant à Nikita Miasnikov - est lancé en 1844; mais les débuts seront difficiles et ce n'est pas avant 1857 que le transport par bateau à vapeur se développe de manière sérieuse. Les bateaux à vapeur sont introduits sur l'Ienisseï en 1863 puis sur la Léna et l'Amour dans les années 1870.
Alors que la Sibérie occidentale relativement plate est plutôt bien desservie par le gigantesque réseau fluvial constitué de l'ensemble Ob-Irtych-Tobol-Choulyl, les grands fleuves de Sibérie orientale - Ienisseï, cours inférieur de l'Angara (l'Angara avant Bratsk est difficilement navigable à cause des rapides), Léna - ne permet de circuler que selon un axe nord-sud. On tente à l'époque de remédier à ce handicap en construisant le canal Ob-Iénisseï, mais le résultat ne fut pas une réussite. Seule une ligne de chemin de fer pouvait apporter une véritable réponse aux problèmes de transport.
Les premiers projets de chemin de fer en Sibérie remontent à la création de la ligne Moscou-Saint-Pétersbourg. L'un des premiers projets porte sur la ligne Irkoutsk-Tchita destiné à relier Irkoutsk à l'Amour et par conséquent à l'océan Pacifique.
Avant 1880, le gouvernement central est peu réceptif à ce genre de projet, du fait de la faible taille des entreprises implantées en Sibérie et de la crainte qu'une meilleure intégration des territoires sibériens à la région Pacifique les fasse tomber sous l'influence des États-Unis et du Royaume-Uni. La bureaucratie lourde et inefficace ainsi que la peur des risques financiers contribuent également à paralyser le projet : les financiers sous-estiment l'effet d'entraînement du chemin de fer, en établissant des prévisions de trafic basés sur le volume des échanges existants.
Finalement la peur de perdre la Sibérie convainquit, en 1889, Alexandre II de lancer la construction du chemin de fer. Celle-ci démarra en 1891, grâce notamment aux emprunts russes, lancés par la France. Le ministre russe des finances est Serge Witte de 1892 à 1903, et Vladimir Nikolaïevitch Kokovtsov de 1903 à 1914.
Le Transsibérien donne alors un grand élan à l'agriculture sibérienne, en permettant d'accroître ses exportations vers la Russie centrale et les pays européens. Non seulement le chemin de fer dynamise les territoires proches de celui-ci, mais également les régions les plus méridionales reliées à la ligne par les fleuves comme l'Altaï (Ob) et les régions d'Abakan et de Minousinsk (Iénisseï).
Tomsk est à la fin du XIXe siècle la ville la plus grande de Sibérie, mais n'est pas reliée au Transsibérien. L'agriculture sibérienne exporte beaucoup de céréales bon marché à l'ouest. L'agriculture de Russie centrale demeure encore dépendante du système de servage pourtant abandonné théoriquement en 1861. Aussi, en 1896 (alors que les parties occidentales et orientales du Transsibérien sont encore inachevées), pour protéger l'agriculture des provinces de Russie centrale d'une possible déstabilisation sociale, le gouvernement introduit la barrière tarifaire de Tcheliabinsk pour les céréales et une barrière similaire en Mandchourie. Cette mesure modifie la nature des exportations céréalières : le millet est cultivé dans l'Altaï, autour de Novossibirsk et Tomsk, tandis que de nombreuses fermes se mettent à la fabrication de beurre. Entre 1896 et 1913, la Sibérie exporte chaque année en moyenne 500 000 tonnes de produits céréaliers (grains ou farine).
Une forme de séparatisme sibérien existe lors de la deuxième moitié du 19e siècle.
La guerre russo-japonaise (1904-1905) préfigure les grands conflits du siècle.
L'événement de la Toungouska (1908), catastrophe naturelle en Sibérie centrale, souffle soixante millions d'arbres.

### Le programme de colonisation de Stolypine

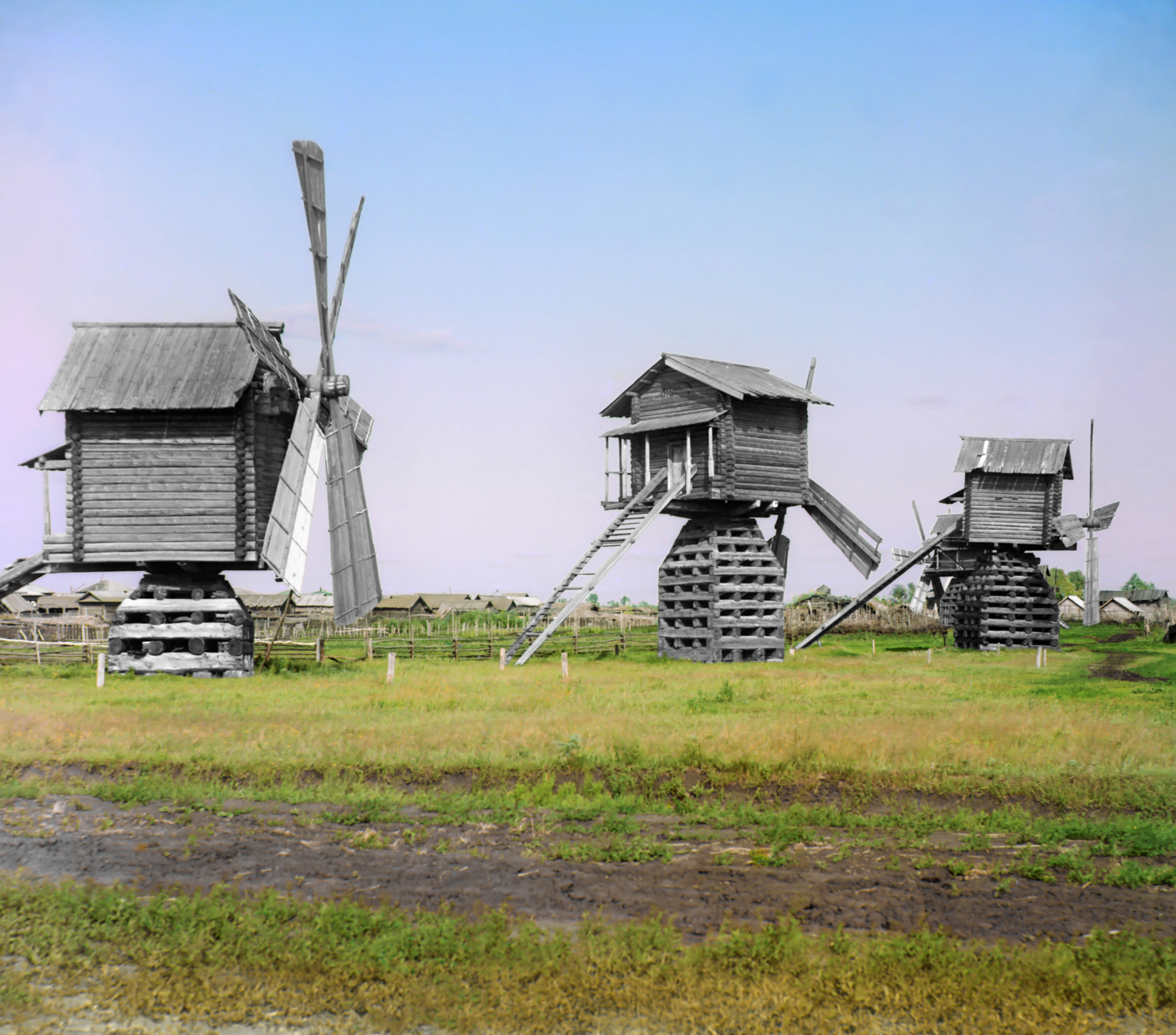
Moulins dans la région de Tobolsk.

La seule tentative significative de peuplement en Sibérie eut lieu sous Nicolas II sous l'impulsion du Premier ministre Stolypine (1906-1911) dans le cadre d'un programme plus vaste de réforme agraire. Les zones rurales de Russie centrale étaient surpeuplées, tandis que l'Est de la Russie était très faiblement peuplé, malgré l'existence de vastes zones fertiles. En 1906, un décret du tsar autorisa les paysans à s'installer en Russie d'Asie, tout en leur fournissant des terres gratuites ou à un prix peu élevé. L'État russe consentait des prêts aux colons pour l'établissement de leur exploitation.
Une grande campagne publicitaire est menée : 6 millions de brochures et de dépliants intitulés Ce que la colonisation apporte aux paysans et Comment les paysans vivent en Sibérie sont distribués dans les zones rurales. Des trains de propagande parcourent la campagne, tandis que des trains destinés au transport de volontaires pour la colonisation sont mis à disposition.
Tous les colons ne restèrent pas (17,8 % des migrants revinrent) mais 3 millions de personnes vont s'installer officiellement en Sibérie et 750 000 s'y établissent en dehors du programme. Entre 1897 et 1914, la population de Sibérie va s'accroître de 4 millions d'habitants (+73 %) et la surface cultivée doubler. Cependant, cette augmentation de population en comparaison de la « démographie galopante » de la Russie d'Europe reste « dérisoire ».

## Communisme et période contemporaine

### La guerre civile
Au moment de la révolution russe en 1917, la Sibérie est une région agricole presque dépourvue de classe possédante et de classe ouvrière. L’intelligentsia a des idées politiques assez vagues. Seuls 13 % de la population vit dans les villes et a certaines notions de politique. L'absence de différences de classe, la faible proportion de la population urbaine et le faible nombre d'intellectuels conduisent à l'unité des différents partis au nom du régionalisme (voir séparatisme sibérien).
Durant la guerre civile russe (1917-1923), les forces antibolchéviques (dont les Russes blancs), n'arrivent pas à unir leurs forces. Tandis que l'amiral Koltchak appuyé par les alliés, combat les bolcheviques, les socialistes-révolutionnaires et les mencheviks signent un accord avec les bolchéviks en échange d'une certaine autonomie. Les alliés, bien qu'ayant la capacité d'intervenir de manière décisive dans la région, préfèrent rester neutres ; Koltchak lui-même rejette une proposition d'aide du Japon.
Après une série de défaites en Russie centrale, les forces de Koltchak font retraite en Sibérie. Les alliés évacuent Omsk pour Irkoutsk et finalement abandonnent Koltchak, qui s'est rendu plus impopulaire que les bolcheviks, est exécuté par les socialistes révolutionnaires : Vladimir Kappel, intervention en Sibérie (1918-1920), bataillon colonial sibérien, grande marche de glace de Sibérie (1919-1920).

### Les années 1920 et 1930
Durant les années 1920, l'agriculture en Sibérie décline. Le grand nombre d'immigrants arrivés dans les dernières décennies ont épuisé le sol et les mauvaises récoltes deviennent fréquentes. L'agriculture n'est pas détruite par la guerre civile, mais la désorganisation des exportations ruine l'industrie agro-alimentaire et réduit les revenus des paysans. De plus, la prodrazviorstka (réquisition des surplus agricoles) instituée durant la guerre civile puis la taxe sur les produits agricoles qui la remplace durant la NEP alimentent un mécontentement croissant des agriculteurs. Entre 1920 et 1924, il y a de nombreux émeutes anti-communistes dans les zones rurales qui rassemblent jusqu'à 40 000 personnes. D'anciens blancs (cosaques) et de vieux partisans rouges qui avaient combattu auparavant Koltchak prennent part aux émeutes. Selon un rapport de 1927 sur l'oblast d'Irkoutsk, les paysans disaient ouvertement qu'ils participaient à une rébellion antisoviétique et qu'ils souhaitaient l'appui des pays étrangers.
La génération qui est parvenue à l'âge adulte durant la guerre est hautement militarisée et le gouvernement soviétique l'embrigade à travers des organisations comme le Komsomol. Il existe de nombreux documents témoignant d'un banditisme rouge dans la campagne : profanation des tombes et des églises, meurtres de prêtres et de croyants. À de nombreuses occasions, un activiste des Komsomol ou un représentant de l'État, au cours d'un échange avec un opposant aux soviets, se met en colère et tue son interlocuteur.
Durant la NEP, les nouvelles autorités, conduites par des idées socialistes romantiques, essaient de construire de nouvelles cités socialistes en accord avec les principes du mouvement constructiviste, mais il en résulta essentiellement un grand nombre de bâtiments aux formes carrées. Par exemple le théâtre de Novossibirsk est conçu initialement dans le plus pur style constructiviste. C'est le projet ambitieux d'architectes exilés.
À partir des années 1930, le Parti applique en Sibérie le plan de collectivisation des terres qui succède à la NEP. Les paysans installés de longue date en Sibérie sont considérés comme des koulaks. De nombreuses familles de Russie centrale sont déportées dans les zones de Sibérie forestières ou marécageuses faiblement peuplées. Soit les paysans de Sibérie tentent de s'échapper, soit ils sont déportés vers les territoires du nord (comme les districts des Evenks ou de Khantys-Mansis ou la partie septentrionale de l'oblast de Tomsk). La collectivisation détruit la classe sociale existante des paysans de Sibérie et, avec elle, un des moteurs d'un développement économique naturel de la région avec des conséquences qui se prolongent jusqu'à la période contemporaine. Enfin, la mise en valeur des richesses naturelles à l'Est de l'Oural, notamment minières, comme le développement de l'industrie ou des barrages hydro-électriques, passe par l'usage du travail forcé (voir ci-dessous).

### Le Goulag

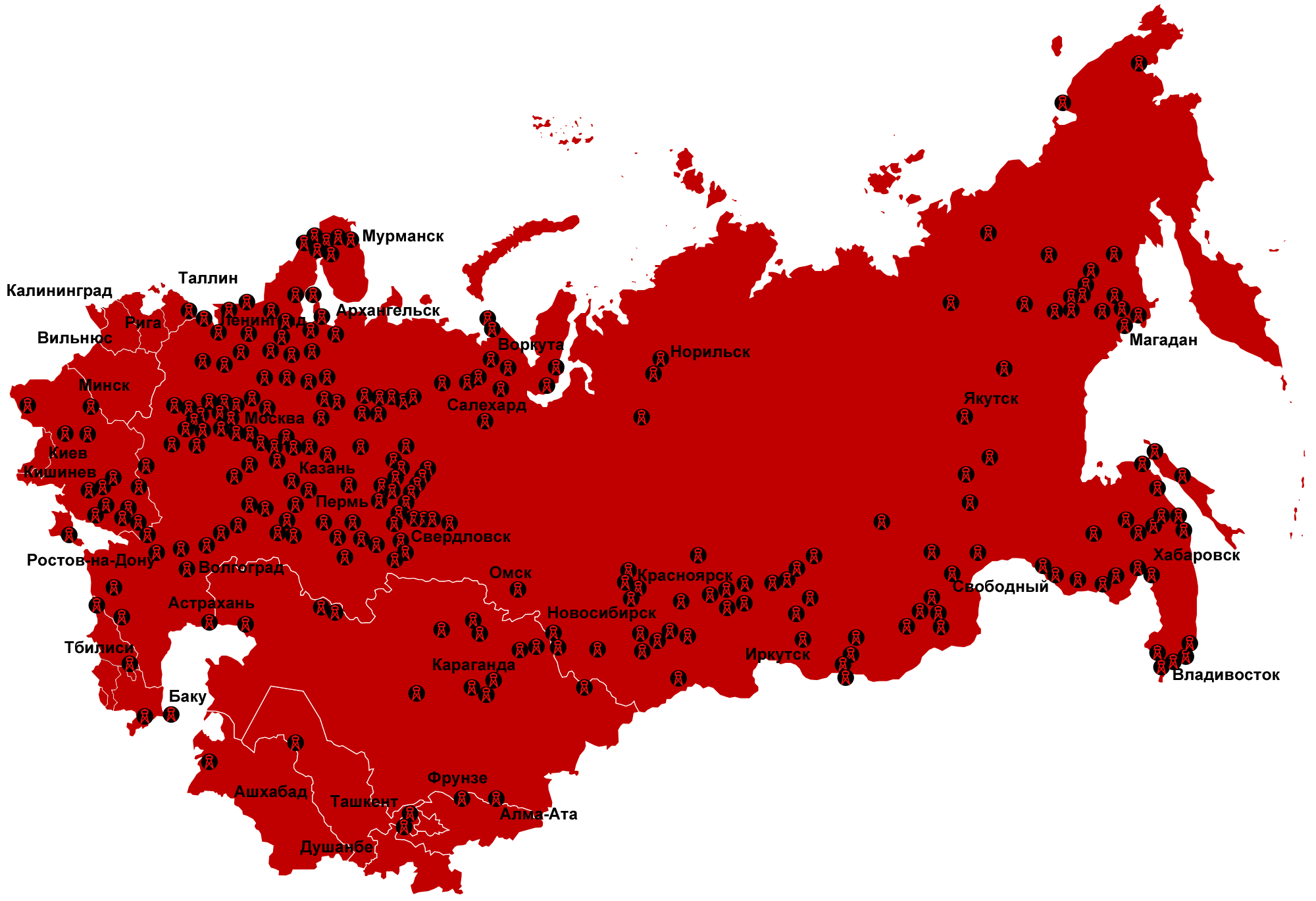
Les principaux camps du Goulag entre 1923 et 1961, selon les travaux de la fondation russe Memorial.

Le Goulag est l’organisme central gérant les camps de travail forcé de URSS, dont les deux-tiers furent implantés en Sibérie, au point que les deux mots devinrent synonymes dans la conscience collective des Soviétiques. Le terme Goulag est un acronyme formé d'après le russe Главное управление лагерей, Glavnoïé oupravlénié laguéreï, qui signifie « Administration principale des camps ». Le dernier camp de travail forcé du Goulag fut fermé en 1991. Outre la détention au Goulag, des centaines de milliers de citoyens et des peuples entiers furent déportés en Sibérie sous toute sorte de prétextes, avec ou sans « jugement », notamment pendant la terreur rouge et les grandes purges, puis assignés à résidence sur place dans le but non seulement d'éloigner les personnes indésirables pour le pouvoir, mais aussi de développer des régions désertiques à bon compte grâce à une main d'œuvre à faible espérance de vie et rendement mais aussi à très faible coût, et de peupler de cette manière forcée des territoires au climat trop rude pour attirer les travailleurs volontaires, même mieux payés qu'ailleurs.

### La Seconde Guerre mondiale
En 1941, de nombreuses entreprises ainsi que des populations sont évacuées vers les villes de Sibérie par le chemin de fer pour échapper à la progression des troupes allemandes. Pour pallier le besoin urgent de munitions et d'équipement militaires, des usines sont reconstruites en urgence dans les villes d'accueil et les nouveaux arrivants sont immédiatement mis au travail.
La plupart des entreprises ainsi délocalisées vont rester dans leurs nouvelles implantations une fois la guerre achevée. Ce phénomène entraîne un accroissement très important de la production industrielle en Sibérie à l'origine de la création de nombreuses villes comme Roubtsovsk. Les villes situées à l'est d'Oulan-Oudé, comme Tchita, ne bénéficièrent pas de cette délocalisation car elles étaient considérées comme dangereusement proches de la Chine et du Japon.
À la fin de la guerre, des centaines de milliers de prisonniers de guerre allemands et japonais sont condamnés à plusieurs années de travail forcé dans les camps qui sont situés dans toutes les régions de Sibérie. Ces camps sont gérés par une administration différente du Goulag, mais bien que les camps soviétiques n'aient pas pour objectif d'exterminer les prisonniers, le taux de décès est particulièrement élevé, en particulier en hiver. Les travaux allaient de la culture maraîchère à la construction de la ligne Baïkal Amour Magistral (BAM).

### L'expansion industrielle

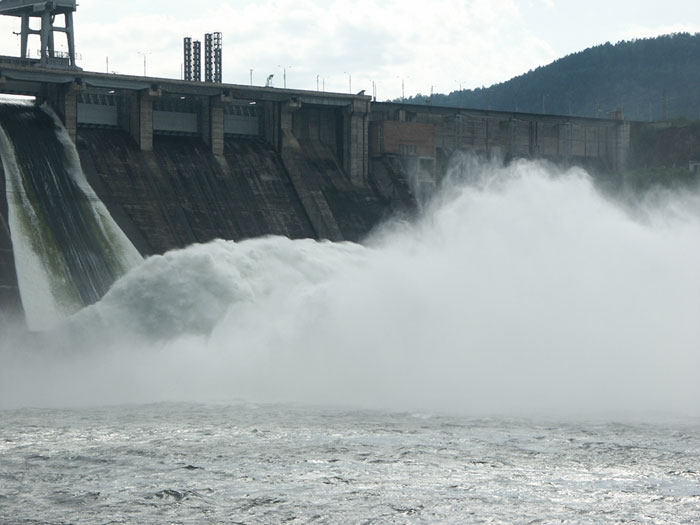
Barrage de Krasnoïarsk.

Durant la seconde moitié du XXe siècle, la prospection et la mise en exploitation des ressources minières et hydro-électriques continuent. De nombreux projets sont planifiés mais sont repoussés au gré des guerres et des changements d'orientation des dirigeants russes.
Le projet le plus connu est celui de la ligne ferroviaire du Baïkal Amour Magistral (BAM). La construction de cette ligne, planifiée initialement avec celle du Transsibérien, ne commence que peu avant la Seconde Guerre mondiale, puis est gelée durant celle-ci, pour être redémarrée à la fin du conflit. Après la mort de Staline, le projet est à nouveau arrêté puis est relancé sous Léonid Brejnev.
La chaîne de centrales hydroélectriques sur l'Angara est construite dès les années 1970-1980 dans le cadre d'un projet similaire à celui de la Tennessee Valley aux États-Unis. Les centrales électriques ont permis la réalisation et l'alimentation de grandes implantations industrielles comme les usines de fabrication d'aluminium de Bratsk, Oust-Ilimsk ainsi que l'exploitation de terres rares dans le bassin de l'Angara. Mais l'exploitation du potentiel hydro-électrique de l'Angara reste aujourd'hui inachevée : la centrale de Bogoutchany est en attente d'achèvement ainsi qu'un certain nombre d'installations industrielles.

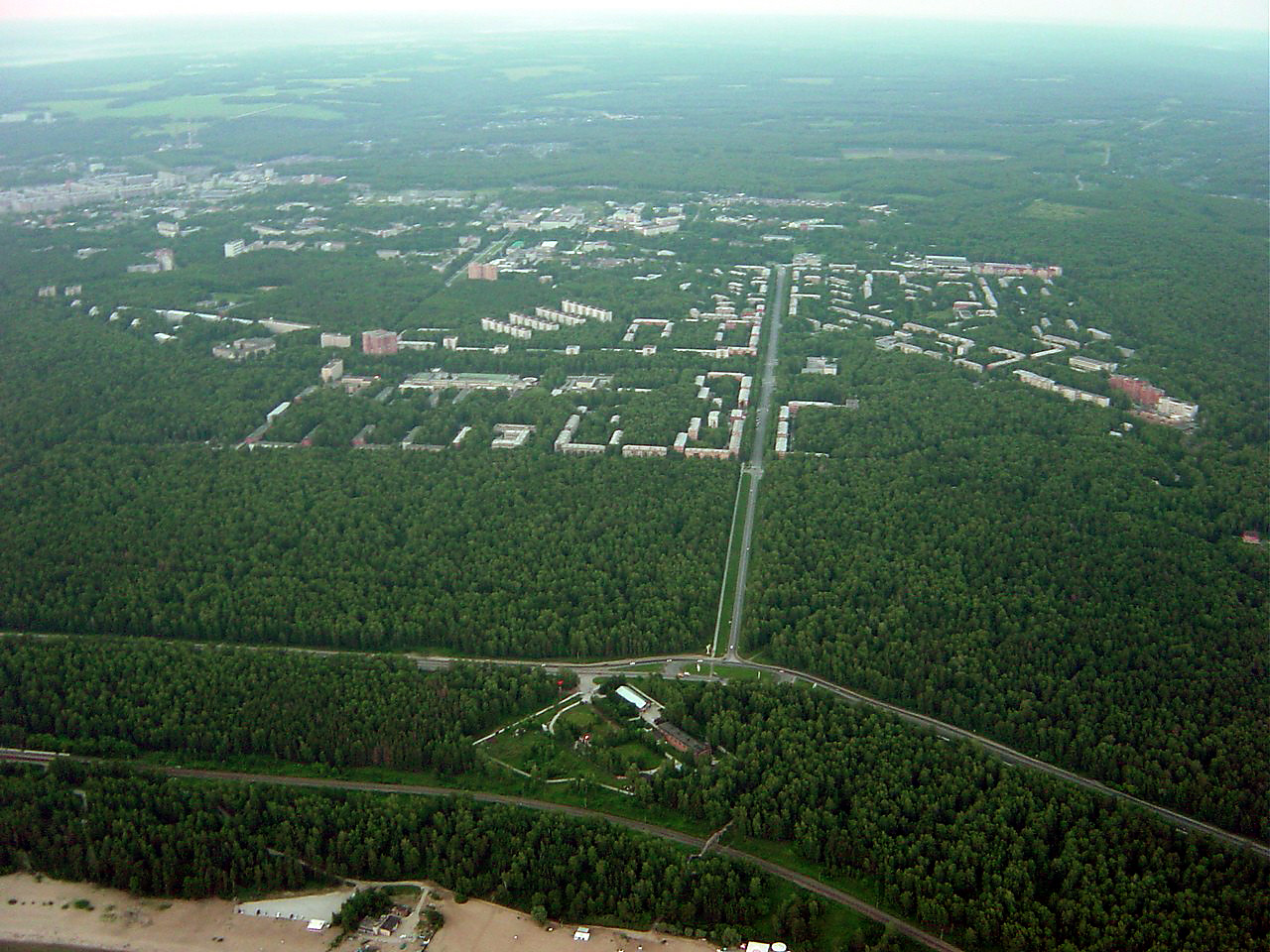
Vue aérienne d'Akademgorodok.

Ce développement s'est fait au détriment de l'environnement, du fait d'une réglementation relativement laxiste et de la taille démesurée des barrages (les projets les plus importants avaient la faveur des décideurs car recevaient des subventions plus importantes). L'accroissement de l'humidité a contribué à rendre le climat encore plus rude. Le projet de construction d'une centrale hydro-électrique sur le fleuve Katoun dans les montagnes de l'Altaï dans les années 1980 a dû être stoppé à la suite d'une forte mobilisation de la population. Il existe alors un grand nombre de complexes orientés vers la production militaire comme le NPO Vektor et des villes fermées comme Seversk. À la fin des années 1980, une grande partie de la production industrielle de Omsk et Novossibirsk (plus de 40 %) était consacrée à des productions militaires et aéronautiques. L'effondrement de commandes reposant sur les dépenses de l'État entraîna une crise économique.
La branche de l'Académie des sciences de Russie située en Sibérie comprend un grand nombre d'instituts de recherche dans les plus grandes villes : le plus important est l'institut de physique nucléaire Boudker à Akademgorodok (une ville scientifique) située près de Novossibirsk. D'autres villes ou districts scientifiques existent dans les villes de Tomsk, Krasnoïarsk et Irkoutsk. Ces sites sont les centres de l'industrie informatique, en particulier Novossibirsk.
Un grand nombre de sociétés étendent la commercialisation de leurs produits de consommation à un périmètre transrégional et national. Moscou n'est plus le centre exclusif des activités artistiques et culturelles.

## Fédération de Russie

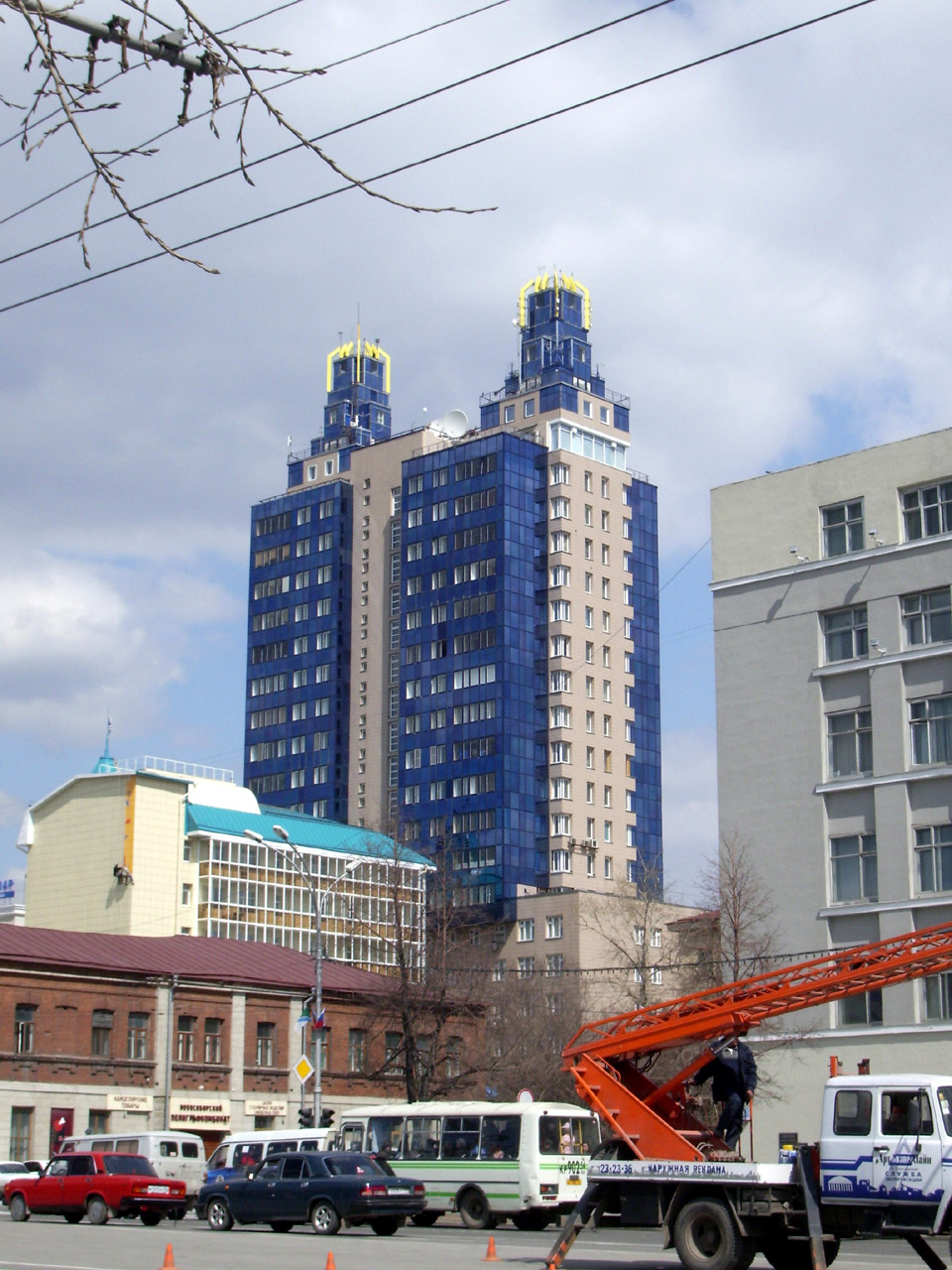
Gratte-ciel résidentiel à Novossibirsk.

Jusqu'à l'achèvement de l'autoroute Tchita-Khabarovsk, la Transbaïkale était une impasse pour le transport routier. Bien que cette nouvelle liaison bénéficie initialement au trafic de transit à destination et en provenance des provinces du Pacifique, elle devrait également favoriser la colonisation et l'industrialisation des régions faiblement peuplées de Tchita et Blagovechtchensk.
L'extension du réseau de transports continue aujourd'hui à définir les axes de développement de la Sibérie. Dans ce domaine, le prochain projet qui doit être mené à son terme est l'achèvement de la desserte ferroviaire de Iakoutsk. Un autre grand projet, déjà proposé au XIXe siècle en tant qu'option nord du Transsibérien, est la ligne de Sibérie du Nord qui passe par les villes de Nijnevartovsk, Bely Iar, Lessossibirsk et Oust-Ilimsk. Les chemins de fer russes soutiennent un autre projet ambitieux consistant à construire une liaison vers Magadan, la péninsule Tchouktche et ensuite un hypothétique tunnel sous le détroit de Béring assurant la desserte de l'Alaska.
Tandis que les Russes continuent d'émigrer depuis les régions de Sibérie et d'Extrême-Orient vers la Russie occidentale, les villes de Sibérie attirent la main d'œuvre (légale ou clandestine) originaire des républiques d'Asie centrale et de Chine.

### Dans l'art et la culture
- Romans dont l'action se déroule en Sibérie (en)
- Films tournés en Sibérie
- Dersou Ouzala (livre) (1921), Dersou Ouzala (film, 1961), Dersou Ouzala (film, 1975)
- Œuvres sur le goulag (en)
- Collection sibérienne

#### Langues
- Langues paléo-sibériennes (hypothèse)
  - Langues dené-ienisseïennes (hypothèse)
  - Langues tchouktches-kamtchadales
  - Langues altaïques, dont langues mongoliques, langues toungouses, langues turciques
    - Langues turciques sibériennes

  - Langues ouraliennes, langues finno-ougriennes
    - Langues finno-permiennes et langues finno-volgaïques dont khanti, mansi, mari, mordve
    - Langues samoyèdes dont énètse, nénètse, nganassane
- Langues sino-tibétaines pour le seul taz

#### Populations
- Populations de Sibérie et de l'Extrême-Orient russe, RAIPON
- Paléo-Sibériens
- Peuples turciques, royaumes turcs,
- Tribus magyares, Magyars orientaux, Magna Hungaria, Honfoglalás
- Peuples finno-ougriens, Pays finno-ougriens (ru)
- Fondation culturelle de Sibérie (de)
- Peuples circumpolaires (en)
- Peuples autochtones du subarctique (en)

#### Spécialistes
- Daniel Gottlieb Messerschmidt
- Fiodor Loujine (16985-1727)
- Ivan Ievreïnov (1694-1724)

#### Autres
- Politique russe en Asie de l'Est (de) (1890-1905)
- Armées vertes (1917-1922)
- Intervention alliée pendant la guerre civile russe, intervention en Sibérie (1918-1922), Bataillon colonial sibérien (français)
- Corps expéditionnaire américain en Sibérie (1918-1920) (en)
- Révolte de l'Ouest de la Sibérie en 1921-1922 (en)
- Révolte paysanne de Sorokino (en) (1921, Altaï)
- Rébellion Kazym (en) (1931-1934, Khantys)